# Zell im Wiesental
Zell im Wiesental è un comune tedesco di 6 044 abitanti, situato nel land del Baden-Württemberg.
Ha dato i natali al soprano Josepha Hofer, nonché alla sua più nota sorella Constanze, che diventerà la moglie di Wolfgang Amadeus Mozart. Peter Palme è il Sindaco di Zell im Wiesental da 2017.